# Ford Model A (1903–04)

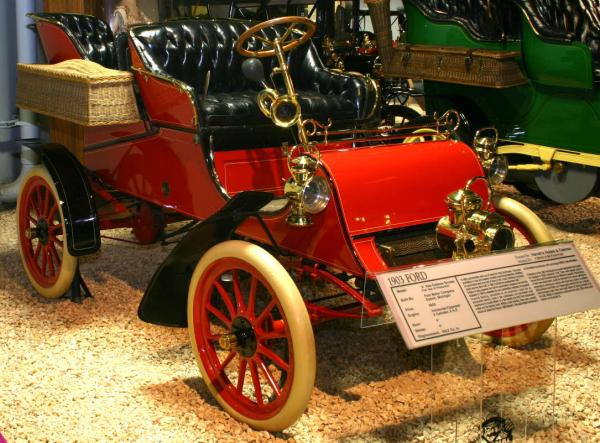
Ford Modell A, 1903

Ford Model A eller A-Ford var namnet på en bilmodell i Fords modellprogram och tillverkades mellan åren 1903 och 1905.